# Thea von Harbou
Thea von Harbou, all'anagrafe Thea Gabriele von Harbou (Tauperlitz, 27 dicembre 1888 – Berlino Ovest, 1º luglio 1954), è stata un'attrice e sceneggiatrice tedesca.

## Biografia
Nel 1905 venne pubblicato il suo primo romanzo, Wenn's Morgen wird, che apparve nella Deutsche Roman-Zeitung. Nel 1906 intraprese la carriera di attrice a Düsseldorf, dopodiché si spostò a Weimar nel 1908, a Chemnitz nel 1911 e ad Aquisgrana nel 1913. Ad Aquisgrana incontrò l'attore e regista Rudolf Klein-Rogge che sposò nel 1914. Nel 1920, scrisse, assieme a Fritz Lang, la sua prima sceneggiatura: Das indische Grabmal erster Teil. Nel 1921 divorziò da Rudolf Klein-Rogge e nel 1922 sposò Fritz Lang col quale collaborò in seguito a numerosi progetti, tra i quali il più famoso è Metropolis, tratto dall'omonimo romanzo della donna.
Molto probabilmente la sua simpatia per il nazismo contribuì alla separazione da Fritz Lang, che non condivideva le idee del partito, oltre ai reciproci tradimenti (Lang con Gerda Maurus, Harbou con Ayi Tendulkar). I due divorziarono nel 1933 e Lang lasciò la Germania per stabilirsi a Parigi nel 1934, quando il suo ultimo film, Il testamento del dottor Mabuse, fu dichiarato illegale dai nazisti perché critico nei confronti della loro ideologia.
Thea von Harbou scrisse, inoltre, la sceneggiatura del film Ingratitudine, interpretato da Emil Jannings e diretto da Veit Harlan, e anche del film Fantasma, diretto da Friedrich Wilhelm Murnau nel 1922. 
Harbou diresse due film nel 1933 e nel 1934 (Hanneles Himmelfahrt, adattamento del dramma di Gerhart Hauptmann, e Perché ha ucciso?), ma presto tornò alla sua professione principale. Durante l'epoca nazista fu un'autrice molto impegnata. All'inizio del 1933, dopo l'ascesa di Hitler al potere, divenne presidente dell'Associazione ufficiale e armonizzata degli autori di film sonori tedeschi. L'8 gennaio 1940 fece domanda di adesione al partito nazista e fu accettata il 1º aprile.
Alla fine della seconda guerra mondiale la von Harbou fu arrestata dal governo militare britannico e brevemente internata nel campo di Staumühle nel 1945; qui si dice che abbia diretto spettacoli teatrali per i detenuti. 
Dal 1948 Harbou ha lavorato di nuovo nel campo dei film e del doppiaggio di film stranieri  in Germania.
Il 26 giugno 1954, Thea von Harbou prese parte alla proiezione serale del film Destino (1921), basato su una sua sceneggiatura e presentato alla Berlinale, ed in quell'occasione parlò del suo lavoro. Uscendo dal cinema, cadde così rovinosamente da subire lesioni interne così gravi che morì cinque giorni dopo all'età di 65 anni all'ospedale di Berlino. Era stata insignita della Croce Federale al Merito, ma a seguito del decesso non le venne assegnata.
La sua tomba si trova nel cimitero statale Heerstraße, nell'odierno quartiere di Berlino Westend.

## Filmografia

### Sceneggiatrice
- Frauen vom Gnadenstein, regia di Robert Dinesen e Joe May (1920)
- Das indische Grabmal erster Teil - Die Sendung des Yoghi, regia di Joe May (1921)
- Das indische Grabmal zweiter Teil - Der Tiger von Eschnapur, regia di Joe May (1921)
- Fantasma, regia di Friedrich Wilhelm Murnau - adattamento (1922)
- Der steinerne Reiter, regia di Fritz Wendhausen - idea (1923)
- L'espulsione (Die Austreibung), regia di Friedrich Wilhelm Murnau (1923)
- Die Prinzessin Suwarin, regia di Johannes Guter (1923)
- Desiderio del cuore (Mikaël), regia di Carl Theodor Dreyer - adattamento (1924)
- L'erede dei Grishus (Zur Chronik von Grieshuus), regia di Arthur von Gerlach (1925)
- Metropolis, regia di Fritz Lang - romanzo e sceneggiatura (1927)
- L'inafferrabile (Spione), regia di Fritz Lang - soggetto e sceneggiatura (1928)
- Das erste Recht des Kindes, regia di Fritz Wendhausen (1932)
- Il corridore di maratona (Der Läufer von Marathon), regia di Ewald André Dupont (1933)
- Turandot (Prinzessin Turandot), regia di Gerhard Lamprecht - sceneggiatura (1934)
- Hanneles Himmelfahrt, regia di Thea von Harbou - sceneggiatura (1934)
- Il marito ideale (Ein idealer Gatte), regia di Herbert Selpin (1935)
- La grande colpa (Ich war Jack Mortimer), regia di Carl Froelich (1935)
- Missione eroica (Eskapade), regia di Erich Waschneck - adattamento (1936)
- Eine Frau ohne Bedeutung, regia di Hans Steinhoff - sceneggiatura (1936)
- Ingratitudine (Der Herrscher), regia di Veit Harlan - sceneggiatura (1937)
- Non promettermi nulla (Versprich mir nichts!), regia di Wolfgang Liebeneiner - sceneggiatura (1937)
- Mutterlied, regia di Carmine Gallone - sceneggiatura (1937)
- Giovinezza, regia di Veit Harlan - sceneggiatura (1938)
- Papà cerca moglie (Hurra, ich bin Papa!), regia di Kurt Hoffmann - sceneggiatura (1939)
- Cuori in burrasca (Menschen vom Varieté), regia di Josef von Báky (1939)
- Annelie, regia di Josef von Báky (1941)

### Regista
- Perché ha ucciso? (Elisabeth und der Narr) (1934)
- Hanneles Himmelfahrt (1934)

## Romanzi
- Metropolis (1926)
- Die Frau im Mond (1938)